# GKS Bełchatów

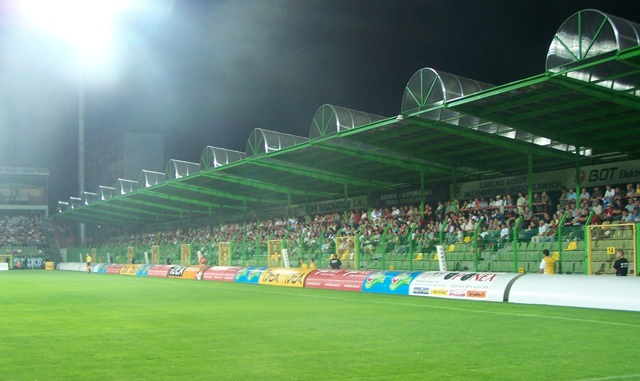
Stadion van GKS Bełchatów

GKS Bełchatów (uitspraak: [ˈgjɛ ˈka ˈɛs bɛwˈxatuf], ong. gje ka es beeuwchatoef ["g" als in zakdoek]) is een Poolse voetbalclub uit de stad Bełchatów. De clubkleuren zijn wit/groen/zwart.
De beste prestatie van GKS Bełchatów was een tweede plaats in de Ekstraklasa (2006/07) en het twee keer behalen van de finale van de Poolse beker (1995/96 en 1998/99). Beide finales gingen echter verloren. In het seizoen 2013/2014 eindigde de club als eerste in de op een na hoogste divisie, de I liga, waardoor promotie volgde naar de Ekstraklasa. In 2015 degradeerde de club weer na een 16e plaats. In 2016 degradeerde de club naar de II liga.

## GKS Bełchatów in Europa
Uitslagen vanuit gezichtspunt GKS Bełchatów
| Seizoen | Competitie | Ronde | Land              | Club                  | Totaalscore  | 1e W    | 2e W       | PUC |
| ------- | ---------- | ----- | ----------------- | --------------------- | ------------ | ------- | ---------- | --- |
| 2007/08 | UEFA Cup   | 1Q    | Vlag van Georgië  | FK Ameri              | 2-2 (4-2 ns) | 2-0 (T) | 0-2 nv (U) | 1.5 |
|         |            | 2Q    | Vlag van Oekraïne | Dnipro Dnipropetrovsk | 3-5          | 1-1 (U) | 2-4 (T)    | 1.5 |

Totaal aantal punten voor UEFA coëfficiënten: 1.5

## Bekende (oud-)spelers
- Łukasz Garguła
- Zdzisław Janik
- Kamil Kosowski
- Jacek Krzynówek
- Radosław Matusiak
- Piotr Nowak
- Grzegorz Rasiak
- Marek Rzepka
- Marcin Żewłakow